# 葉眶燈魚
葉眶灯鱼（学名：Diaphus lobatus）为輻鰭魚綱燈籠魚目灯笼鱼科的其中一種，分布於西印度洋海域，屬深海魚類。

## 扩展阅读
維基物種上的相關：葉眶灯鱼